# Chongwen
Chongwen léase Chong-Uén (en chino simplificado, 崇文区; pinyin, Chóngwén qū) es uno de los 8 distritos urbanos en los que se está dividida la ciudad de Pekín. Está situado al sureste del centro de la ciudad (Tiananmen), entre Yongdingmen y Qianmen. Ocupa una superficie de 16.46 kilómetros cuadrados y su población supera actualmente las 430.000 personas (346.205 en el censo de 2000). Es el distrito más pequeño de los que formaba parte de la ciudad vieja, y hasta la entrada del comunismo era junto con el distrito de Xuanwu el que contaba con mayor número de población viviendo en la pobreza.
Chongwen es famoso por el Templo del Cielo y el Longtan Park, así como por contar con los restaurantes Quanjude y Bianyifang, famosos por el Pato Pekín que sirven.
El distrito cuenta con la estación de Chongwenmen, que forma parte de la red del Metro de Pekín. El código postal del distrito es el 100061.